# Neergaards honingzuiger
De Neergaards honingzuiger (Cinnyris neergaardi; synoniem: Nectarinia neergaardi) is een zangvogel uit de familie Nectariniidae (honingzuigers).

## Verspreiding en leefgebied
Deze soort komt voor van zuidoostelijk Mozambique tot uiterst noordelijk KwaZoeloe-Natal.